# Tuff
I Tuff sono un gruppo hair metal formato nel 1985 a Phoenix.
Spesso associati ai Poison per via della somiglianza fisica tra i due frontman delle rispettive band, i Tuff furono effettivamente simili allo stile di questi ultimi ai loro esordi, ma con venature leggermente più cupe. Acquisirono una certa notorietà nei tardi anni ottanta nell'area di Los Angeles, e pubblicarono il primo album What Comes Around Goes Around nel 1991 riuscendo a comparire su MTV con il singolo "I Hate Kissing You Good-bye". Ebbero il solo torto di essere spuntati sul mercato discografico nel 1991, quando l'interesse verso queste sonorità stava incominciando a venire meno. Furono una delle tante band hair metal passate inosservate e dimenticate, a causa dell'ondata grunge che imperversava nei primi anni novanta e che cambiava le direzioni musicali del periodo. Seguirà una raccolta di brani dalle sonorità più pesanti ed il conseguente cambio di formazione. Verranno pubblicate altre raccolte ed il più recente live album Live in the U.K. del 2003. Oggi la band continua l'attività partecipando ad alcuni show occasionali. Il loro leader Stevie Rachelle gioca oggi un ruolo importante nel revival dell'hair metal, dopo aver fondato un'etichetta indipendente dedicata al genere, come il sito internet metalsludge.tv citato dal Rolling Stone ed altri noti giornali per i suoi articoli scandalo, e svolgendo inoltre l'attività di produttore per hair metal band emergenti come i Vains of Jenna.

## Storia

### Gli esordi
Formati a Phoenix, Arizona, la band originariamente era composta da Terry Fox alla voce, Jorge DeSaint alla chitarra, Todd Chase al basso e Michael Lean alla batteria. Pubblicarono nel 1986 il primo EP da tre canzoni (Party Tonight, Feel My Heartbreak e Glamour Girls).
Suonarono qualche concerto locale, e fecero da gruppo spalla ai Poison che consigliarono loro di spostarsi a Hollywood se avessero voluto ottenere un successo rilevante, come fecero loro.
Poco dopo Foxx venne sostituito da Jim Gillette proveniente dagli "Slut". Con Gillette pubblicarono una demo di cinque brani "Knock Yourself Out" (Bang Bang, Forever Yours, Glamour Girls, C'andy Coated e Dressed For Dancin).
Egli però lasciò la band nel 1987 per intraprendere la carriera solista, e poi fondare la band Nitro col noto guitar hero Michael Angelo Batio.
Nel maggio 1987, la band si mise alla ricerca di un nuovo cantante tramite alcuni annunci nel quale scrivevano di cercare un cantante sullo stile di David Lee Roth, Vince Neil o Bret Michaels.
Stevie Rachelle (Steven Howard Hanseter) proveniente da Oshkosh, Wisconsin e da poco trasferitosi nel luogo, notò l'annuncio e contattò la band. Rachelle era una sorta di clone di Bret Michaels dei Poison. Egli venne accolto nella band e si spostarono poco dopo a Los Angeles; debuttarono con Rachelle nell'agosto del 1987 come gruppo di supporto ai Warrant al Roxy Theatre.

### Il successo
Cominciarono ad acquisire notorietà attorno alla Sunset Strip. Iniziarono diverse date attorno al paese, da Phoenix a San Francisco, San Diego a Salt Lake City ecc.
Durante il 1988 la band partecipò al documentario "The Decline of Western Civilization Part II: The Metal Years". Questo documentario descriveva la scena heavy metal della Los Angeles dei tardi anni ottanta e non solo, e i Tuff, anche se non accreditati nel film, furono uno dei gruppi intervistati assieme a molti altri come gli Aerosmith, Poison, i Kiss, Faster Pussycat, Alice Cooper, Megadeth, Lizzy Borden, London, Lemmy Kilmister.
Nell'estate del 1990 i Tuff avevano completato tre tour tra il Midwest e la East Coast di supporto a grandi nomi come, Warrant, Britny Fox, Bullet Boys, Dangerous Toys e Enuff Z'Nuff.
I Tuff parteciparono a diversi tour di successo per tre anni, prima di firmare un contratto per la Atlantic Records e pubblicare What Comes Around Goes Around (1991). Una di queste tracce, Wake Me Up venne scritta da Bret Michaels. Il primo singolo, "I Hate Kissing You Goodbye", girò su MTV per qualche tempo. Il gruppo impiegò gran parte del 1991 a partecipare a date in tutto il paese con band come Lita Ford, Dokken,  Badlands, Southgang,  Saigon Kick, Aldo Nova, Blackfoot, e The Romantics. Il gruppo fece qualche data anche a Londra.

### Il declino
Il massimo periodo di notorietà non durò a lungo. Nei primi anni novanta, il genere musicale grunge capeggiato dai Nirvana si espanse da Seattle e cambiò definitivamente le direzioni musicali dell'epoca. Come conseguenza, le case discografiche cominciarono a perdere interesse per l'heavy metal, vennero infatti scaricati poco dopo dalla Atlantic.
Dal 1993 Chase e Lean lasciarono la band e vennero sostituiti rispettivamente da Danny Wilder e Jimi Lord. Fecero qualche tour per un breve periodo fino a che Wilder lasciò la band venendo sostituito da Jamie Fonte nei "nuovi" Tuff.
Nella primavera del 1994 esce l'EP "Fist First" per la R.L.S. Records, era un album più duro e aggressivo, sostanzialmente una raccolta di demo inedite, seguì Religious Fix per la BMG/Mausoleum nell'estate del 1995, ovvero una ristampa di Fist First sotto un'altra etichetta e con l'aggiunta di tre tracce. Dopo un decennio di successi, il gruppo prese una pausa a tempo indeterminato e si sciolse nel novembre 1995.
Successivamente realizzarono anche le raccolte Decade of Disrespect nel 1996 (che conteneva anche alcune tracce con Jim Gillette alla voce) e "Regurgitation" nel 2000, entrambi per l'etichetta R.L.S. Records. A questi dischi seguirono alcuni tour, ma mai ottenendo il successo dei tempi d'oro dell'hair metal.
Nel 1998 Rachelle pubblicò il suo album solista Who Am I includendone la traccia dei Tuff "So Many Seasons".
Rachelle fondò nel 1998 il sito Metalsludge.tv, vero e proprio tempio dedicato alla scena hair metal degli anni ottanta. Il sito finirà su MTV, Rolling Stone e Spin provocando scandalo per via della classifica dei peni di molti membri delle hair band stilata dalle groupie, o per il sondaggio sul presunto trapianto di Axl Rose.

## Lineup

### Ultima
- Stevie Rachelle - Voce (1987-oggi)
- Jack Aurora - Chitarra (?-oggi)
- Todd "Chase" Chaisson - Basso (1985–1991;2009-Oggi)
- Tod T. Burr - Batteria (2001-oggi)

### Ex membri
- Jorge DeSaint - Chitarra (1985–1995)
- Michael Lean - Batteria (1985–1993)
- Eldon "Mack" Rose - Basso (1989-1990)
- Terry Fox - Voce (1985)
- Jim Gillette - Voce (1986-Maggio 1987)
- Danny Wilder - Basso (Maggio 1992–Dicembre 1993)
- Jimi Lord Winalis - Batteria (Ottobre 1993–Ottobre 1995)
- Jamie Fonte - Basso (Marzo 1994–Novembre 1995)
- Adam Hamilton - Batteria (Ottobre 1995–Novembre 1995)
- Brian Saunders - Basso (Settembre 2000–Settembre 2001)
- Tony Eckholm - Batteria (Settembre 2000–Aprile 2001)
- Darrell Roberts - Chitarra (Settembre 2000–Giugno 2001)
- Michael Thomas - Chitarra (Luglio 2001–Gennaio 2002)
- John Corabi - Chitarra (Luglio 2001)
- Keri Kelli - Chitarra  (Solo 2 concerti nel 2005)
- Paul Jaeger - Basso (2006–2008)
- Mike Trash - Chitarra (Per il MSX Tour Summer '06)

## Discografia

### Album in studio
- 1991 - What Comes Around Goes Around
- 1994 - Fist First
- 1995 - Religious Fix

### Live
- 1996 - Decade of Disrespect
- 2003 - Live in the U.K.

### Raccolte
- 1997 - Regurgitation
- 2001 - The History of Tuff

## Videografia
- What Comes Around Goes Around (VHS e DVD)
- Religious Fix (VHS e DVD)
- Decade of Distant Memories (VHS e DVD)
- Rock n' Rarities (DVD)
- Tuff Live Videos